# خلف الله (مسلسل)
خلف الله، مسلسل تلفزيوني مصري من إخراج حسني صالح عرض في رمضان 1434هـ/2013م.

## قصة المسلسل
خلف الله (نور الشريف) يجسد شخصية شيخ يستخدم الرقية في علاج المرضى، وإخراج الشياطين من أجسادهم. صاحب الكرامات والذي يجد لدى أبناء قريته وأهلها ثقة كبيرة ومكانة عظيمة لتوقعه حدوث العديد من المواقف الغريبة التي تحدث في القرية محاولا الحفاظ في ذات الوقت على عادته وتقاليده التي ورثها عن أجداده، تتناول الأحداث ما حدث مؤخرا في المنطقة العربية من ثورات وكيف أثر ذلك على المنطقة والقرية.

## بطولة
- نور الشريف
- صبا مبارك
- عبير صبري
- سميرة عبد العزيز
- مدحت تيخا
- لقاء سويدان
- مي سليم
- جمال إسماعيل
- خليل مرسي
- أحمد حلاوة
- رؤوف مصطفى
- أحمد الشافعي
- أحمد حبشي
- سلمى غريب
- مصطفى درويش
- عفاف رشاد
- عثمان محمد علي
- أحمد ماهر
- بهاء ثروت